# Jowzjan
Jowzjan (in Lingua araba e in persiano جوزجان‎ Jūzjān e Gozgān rispettivamente) è una provincia dell'Afghanistan di 461 700 abitanti, che ha come capoluogo Sheberghan. Confina con il Turkmenistan (provincia di Lebap) a nord e con le province di Balkh a est, di Sar-e Pol a sud e di Fāryāb a ovest.

## Suddivisioni amministrative

Distretti di Faryab.

La provincia è suddivisa in undici distretti:
- Aqcha
- Darzab
- Fayzabad
- Khamyab
- Khaniqa
- Khwaja Du Koh
- Mardyan
- Mingajik
- Qarqin
- Qush Tepa
- Sheberghan